# Ethel Catherwood
Ethel Hannah Catherwood (ur. 28 kwietnia 1908 w Hannah w stanie Dakota Północna, zm. 26 września 1987 w Grass Valley w stanie Kalifornia) – kanadyjska lekkoatletka specjalizująca się w skoku wzwyż i rzucie oszczepem, złota medalistka olimpijska.
Pierwszy sukces odniosła w lipcu 1926 r. ustanawiając w Saskatoon rekord Kanady w skoku wzwyż, wynikiem 1,51 m. We wrześniu tego roku, podczas mistrzostw Saskatchewan w Reginie, pokonała wysokość 1,585 m, ustanawiając jednocześnie rekord świata. W 1927 r. zdobyła dwa tytuły mistrzyni Kanady, w skoku wzwyż, jak również w rzucie oszczepem, natomiast w 1928 r. powtórzyła to osiągnięcie, ponownie zdobywając złote medale w obu tych konkurencjach. Dodatkowo, pokonując wysokość 1,60 m, po raz drugi w karierze ustanowiła rekord świata w skoku wzwyż.
Krótko przed igrzyskami olimpijskimi w Amsterdamie straciła tytuł rekordzistki świata po skoku Lien Gisolf na wysokość 1,605 m, która wyczynu tego dokonała 18 lipca 1928 r. w Maastricht. Obie zawodniczki były głównymi faworytkami do zwycięstwa w rozegranym po raz pierwszy finale olimpijskim kobiet w skoku wzwyż, który odbył się 5 sierpnia 1928 roku. Za Holenderką Gisolf przemawiał atut startu we własnym kraju, ale faworytką mediów była Catherwood, która dzięki swojej urodzie zyskała przydomek Lilia z Saskatoon (ang. The Saskatoon Lily) i była najczęściej fotografowaną lekkoatletką igrzysk olimpijskich. Ostatecznie Catherwood jako jedyna pokonała poprzeczkę zawieszoną na wysokości 1,59 m, dzięki czemu zdobyła złoty medal i została pierwszą w historii kanadyjską mistrzynią olimpijską. Razem z nią na podium stanęły Lien Gisolf (srebro) oraz Amerykanka Mildred Wiley (brąz).
W 1930 r. po raz trzeci w karierze zdobyła dwa tytuły mistrzyni Kanady (w skoku wzwyż oraz w rzucie oszczepem). Kolejne sukcesy odniosła w Hamilton podczas Igrzysk Imperium Brytyjskiego 1930, zdobywając dwa złote medale w swoich koronnych konkurencjach. W 1931 r. po raz czwarty zdobyła tytuł mistrzyni Kanady w rzucie oszczepem, a w konkurencji skoku wzwyż zdobyła brązowy medal, co było jej osobistą porażką. W tym okresie zmagała się już z licznymi kontuzjami, które – po mistrzostwach Kanady – były głównym powodem zakończenia kariery sportowej.
Ethel Catherwood była dwukrotnie zamężna. W 1929 r. poślubiła James McLarena, jednakże małżeństwo to zakończyło się rozwodem w 1932 roku. Po tym wydarzeniu, razem z siostrą przeniosła się do San Francisco, gdzie zaledwie po kilku miesiącach od rozwodu po raz drugi wyszła za mąż, za Byrona Mitchella. W późniejszych latach prowadziła spokojne, a nawet skryte życie, unikając rozgłosu.
W 1955 r. została uhonorowana umieszczeniem w Galerii Gwiazd Kanadyjskiego Sportu (ang. Canada's Sports Hall of Fame).

## Rekordy życiowe
- skok wzwyż – 1,60 m (1928)
- rzut oszczepem – 36,17 m (1928)